# فندق فلسطين (الخليل)
فندق فلسطين أو أوتيل فلسطين هو فندقٌ تاريخي في مدينة الخليل، إذ تُشير بعض المصادر إلى أن «المبنى عمره 150 سنة وهو أول فندق تم بناؤه في الخليل»، وأُعيد ترميمه لاحقاً ليكون متحفاً يستقطب الزائرين للمدينة. تأسس في الفترة بين 1928-1929 في ساحة بلدية الخليل عند بداية البلدة القديمة في الخليل، حيث يتوسط شارعي الشلالة القديم والجديد. استُخدم فندقًا منذ إنشائه حتى عام 1964، حتى تحول إلى مصنعٍ للأحذية، واستمر كذلك حتى الانتفاضة الثانية، حيث أُغلق نظرًا لإنشاء نقطةٍ عسكرية إسرائيلية بالقرب منه، ليُعاد ترميمه وفتحه أخيراً متحفاً لتعزيز السياحة في المدينة.

## بناء الفندق
تذكر بعض المصادر أنَّ الفُندق بُني عام 1347 هجريًا أي بين عامي 1928-1929 ميلاديًا، وأنَّ مالكه السيد موسى النتشة. يُصنف مبنى فندق فلسطين من ناحية الاستخدام على أنه مبنىً سكني تجاري، أي تتكون الطوابق الأرضية من محلاتٍ تجارية يُقال أنها بُنيت عام 1891، ثم بُني فوقها طبقة ثانية تستخدم للسكن وتعود لزمن الانتداب البريطاني. أما من ناحية الشكل والتكوين، فهو مبنى ضمن مجموعة مباني، حيث يتخذ شكلًا أفقيًا شريطيًا؛ أي يتصل من أحد جانبيه أو كليهما بمبانٍ أُخرى. كما عملت لجنة إعمار الخليل في بداية عام 2020 على ترميم مبنى الفندق، وتحويله إلى متحف، وذلك للحفاظ على التراث الثقافي الفلسطيني، وتنمية وتطوير قطاع السياحة في فلسطين.

## تحويله إلى متحف الخليل العتيقة
عملت لجنة إعمار الخليل بالتعاون مع منظمة الأمم المتحدة للتربية والعلم والثقافة (اليونسكو) وبتمويلٍ من دولة السويد على إعادة ترميم مبنى الفُندق وتحويله إلى «متحف الخليل العتيقة»، حيث يضُم «مخطوطاتٍ وخرائط وصور وفيديوهات يتم عرضها بطريقة تخلق تفاعلاً بين الزائر والمتحف»، حيث يبدأ بتسلسلٍ زمني منذ عام 4500 قبل الميلاد، مع المرور على كل المراحل التي مرت بها مدينة الخليل وصولًا إلى دخول السلطة الوطنية الفلسطينية إليها في عام 1997، نظرًا لكون الفندق لا يحتوي على العديد من المقتنيات بسبب صغر مساحته.

صور للفندق عام 1969
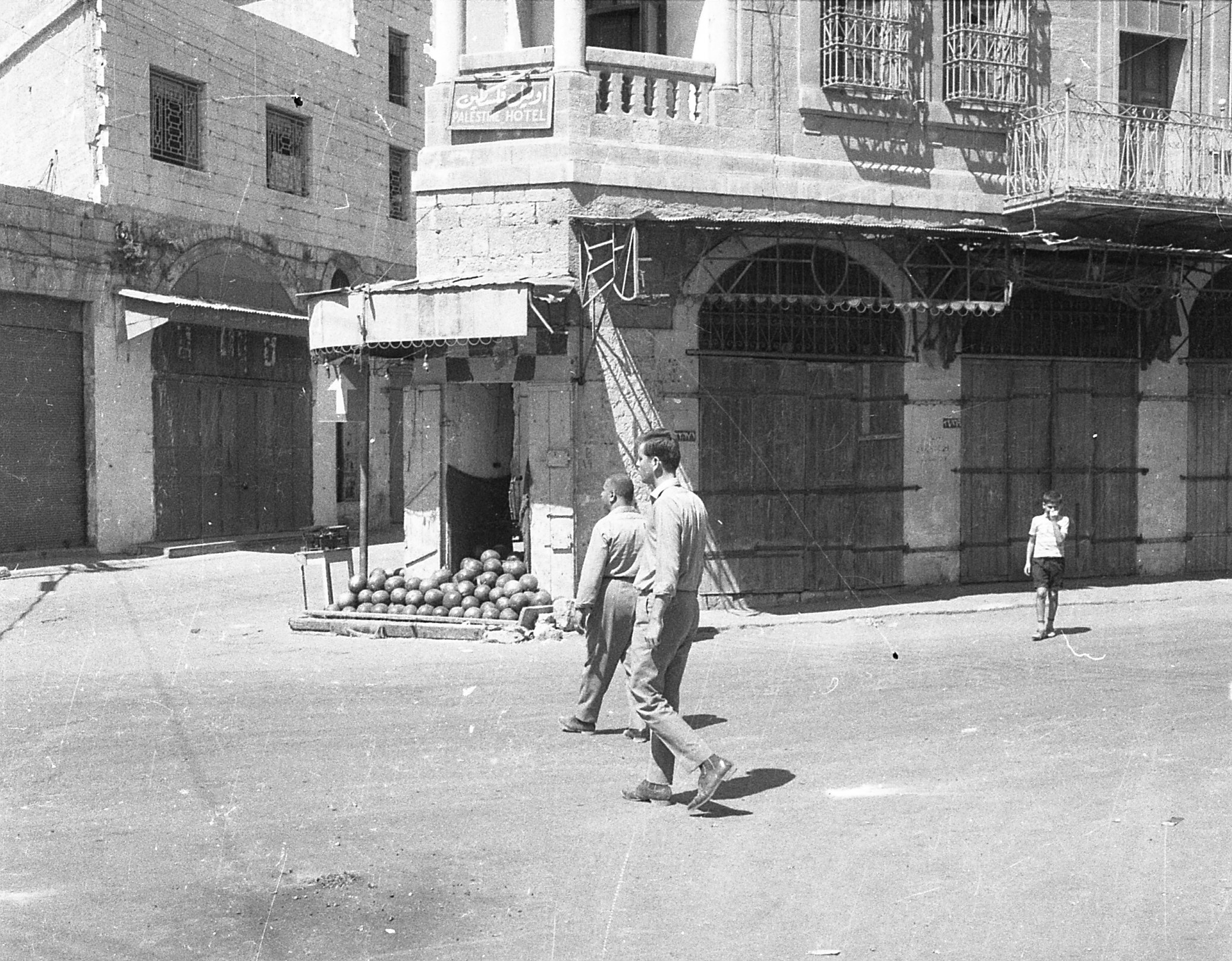
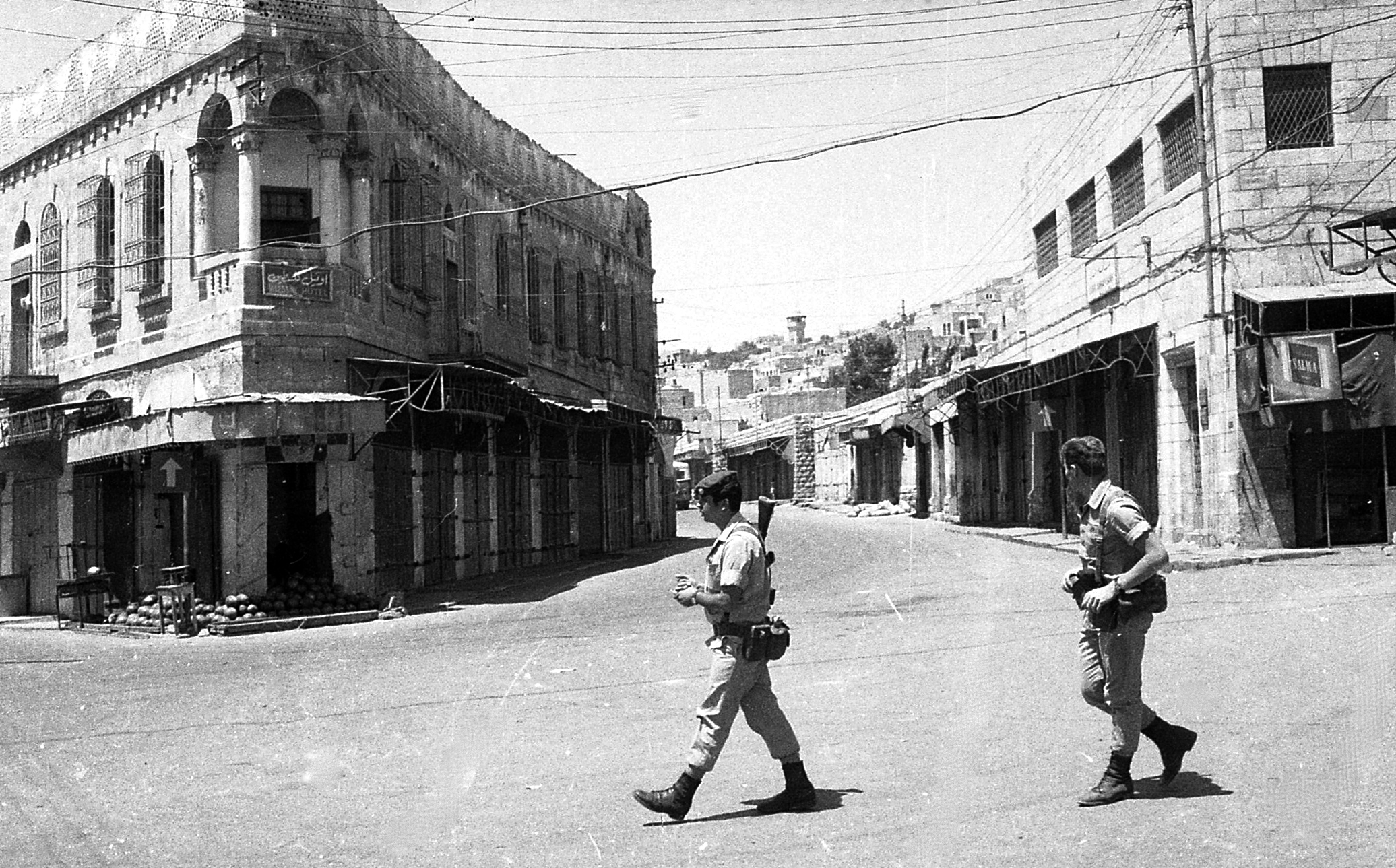
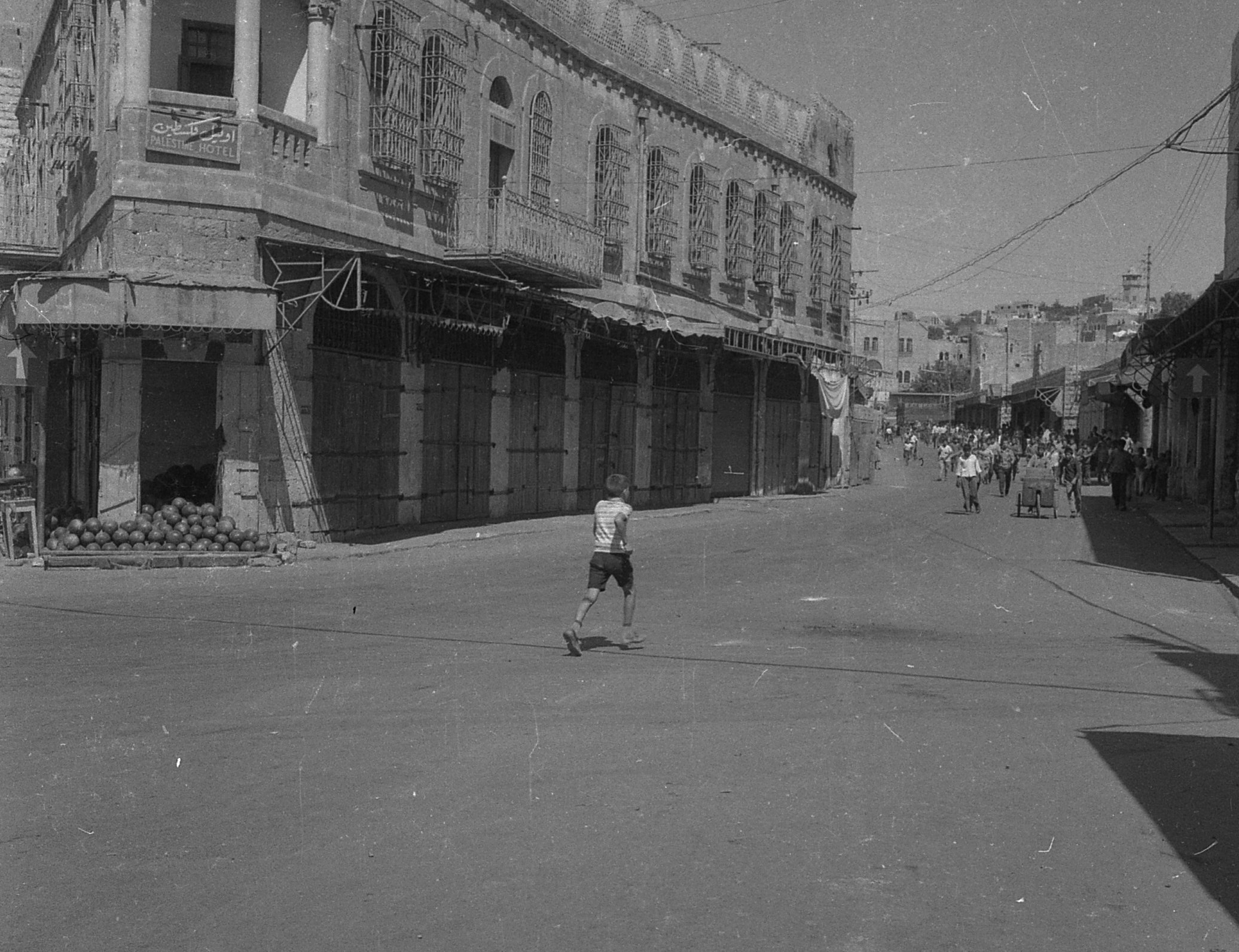

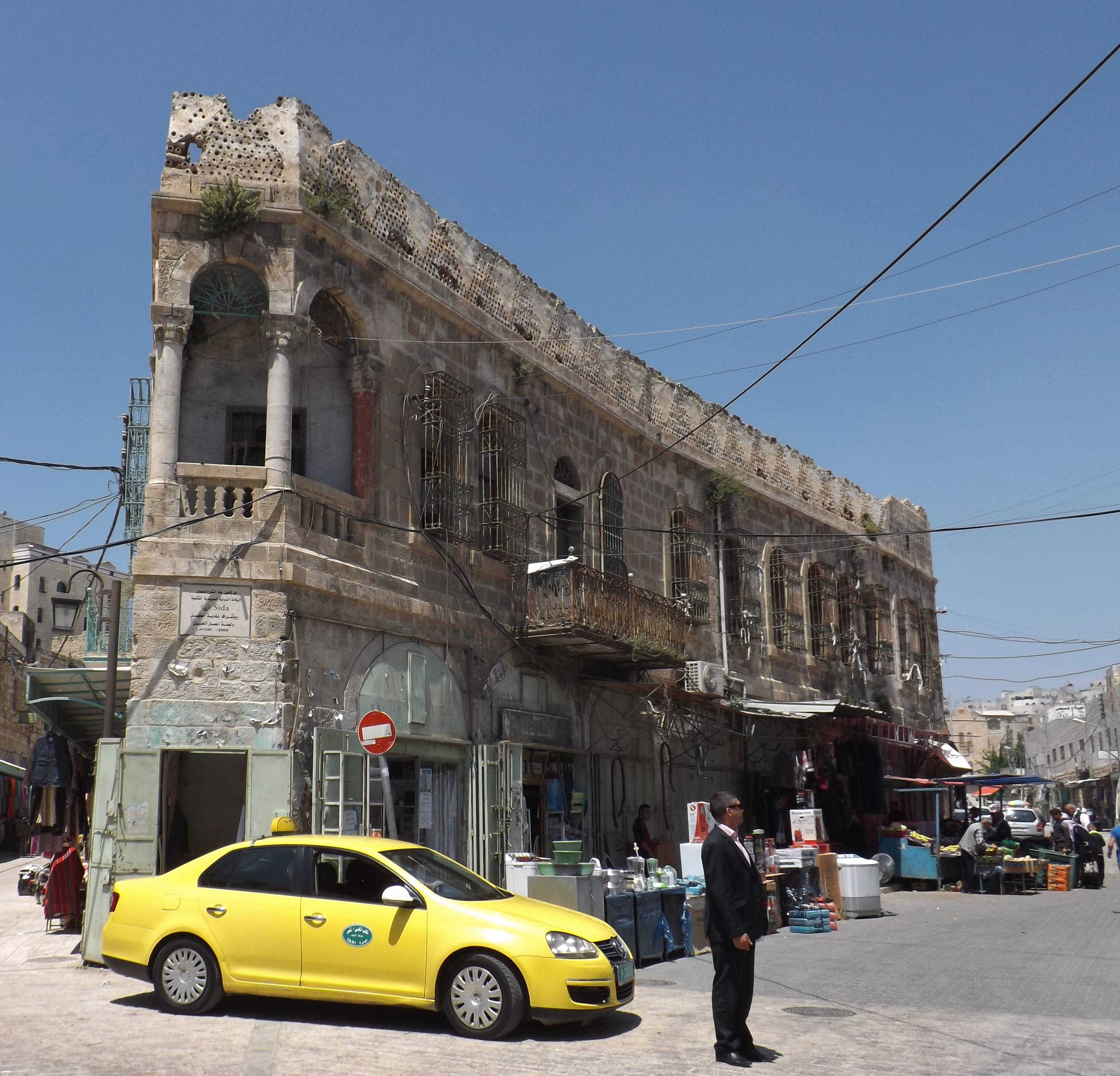
2015
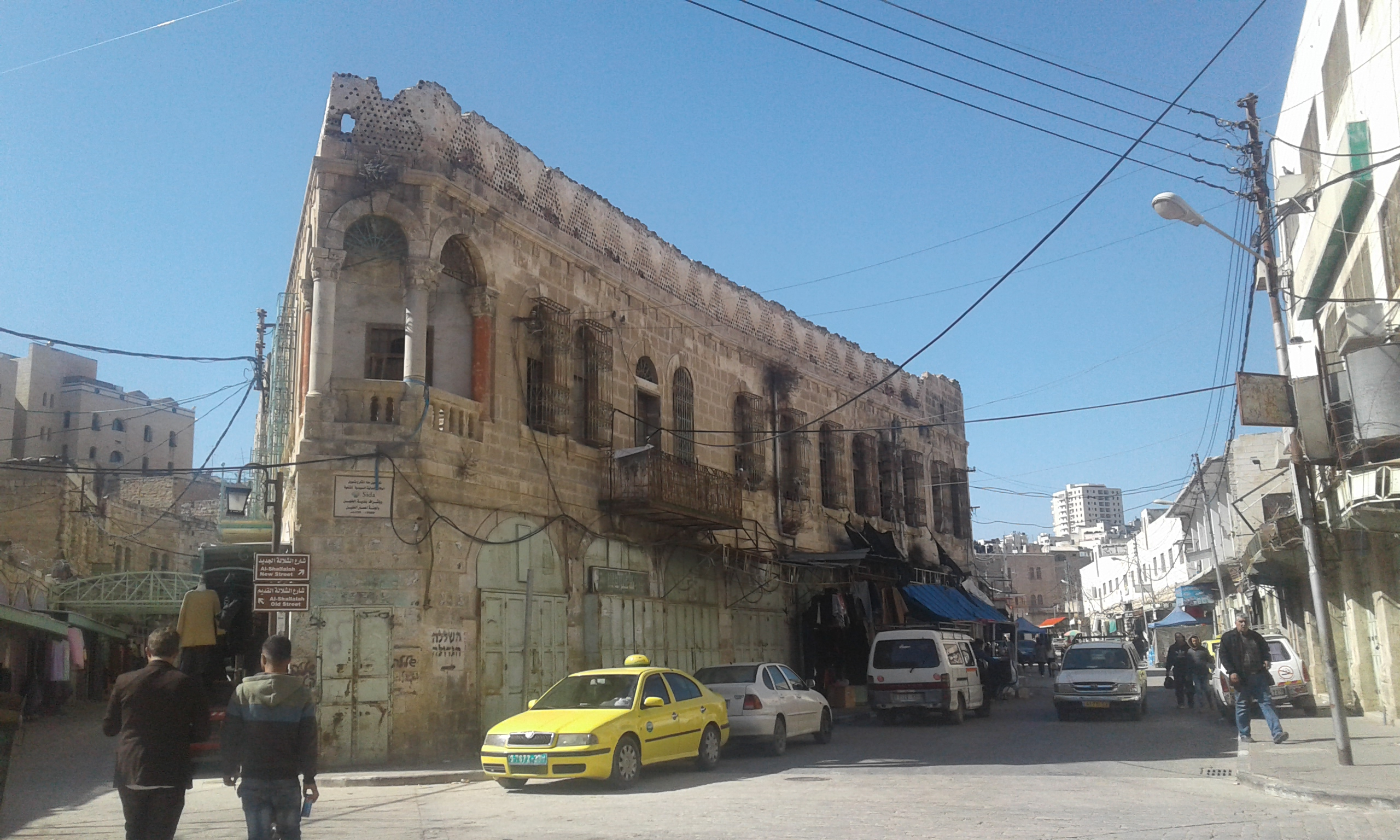
2017
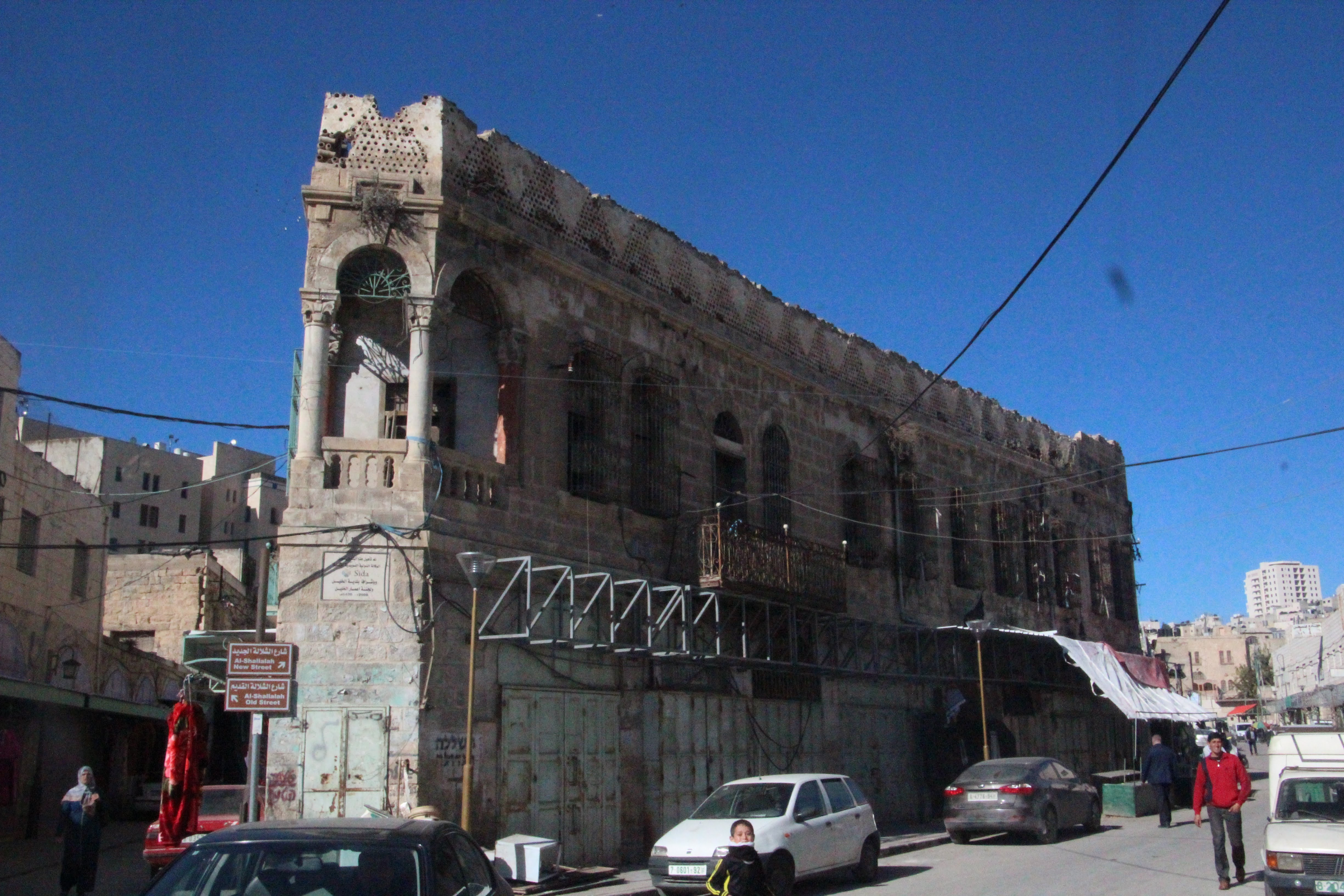
2017
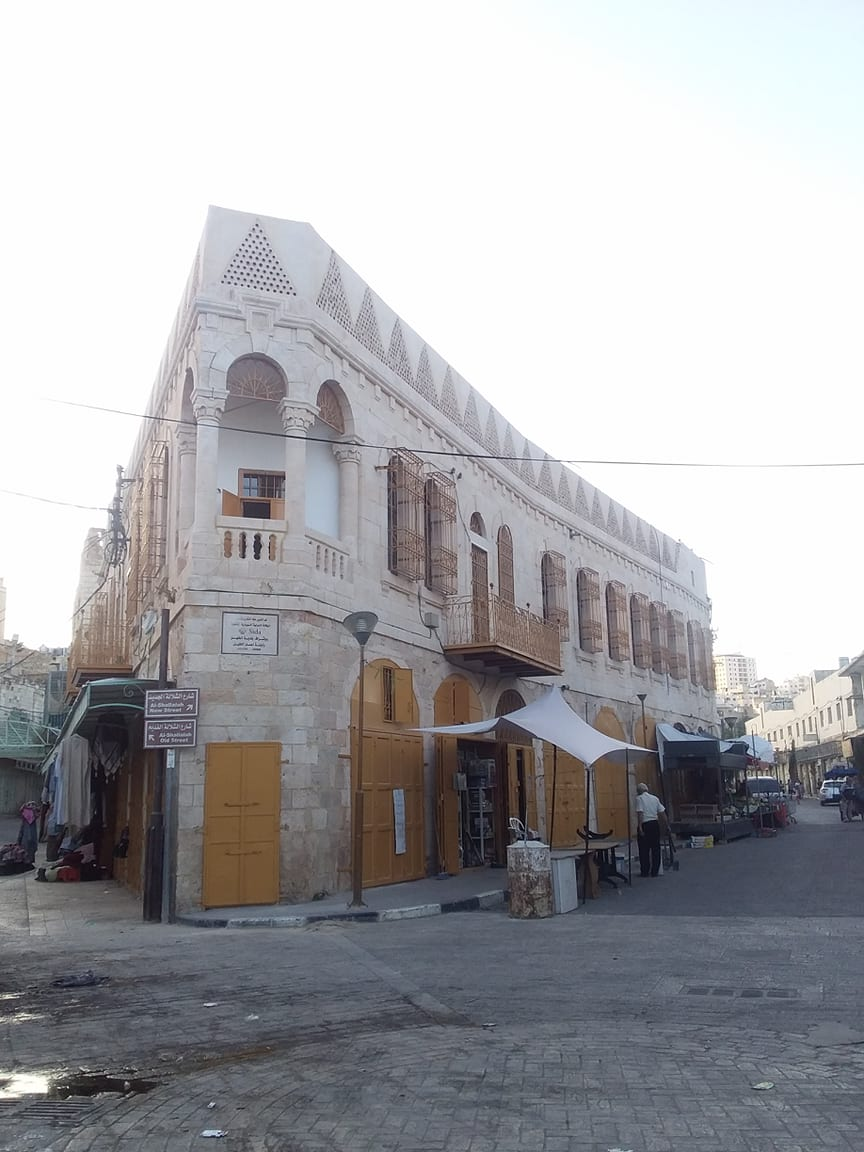
2020
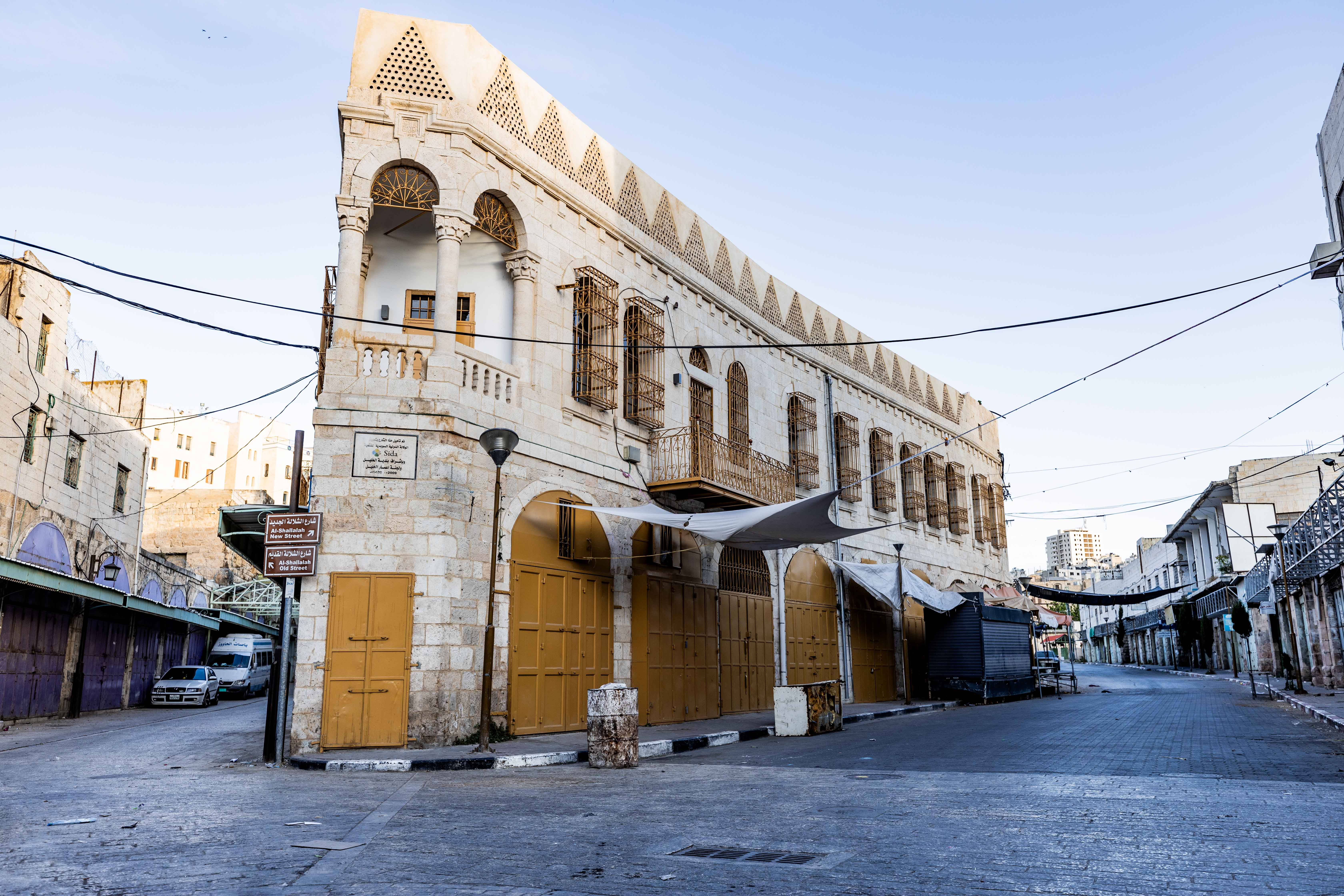
2021